# Präsidentschaftswahl auf den Malediven 2018
Die Präsidentschaftswahl auf den Malediven 2018 fand am 23. September statt. Der Amtsinhaber Präsident Abdulla Yameen von der Progressive Party of Maldives strebte eine Wiederwahl für eine zweite Amtszeit an. Sein einziger Herausforderer war Ibrahim Mohamed Solih von der Maldivian Democratic Party. Er war als gemeinsamer Kandidat einer Koalition von Oppositionsparteien aufgestellt worden.
Das Ergebnis war ein überraschender Sieg für Solih, der mehr als 58 % der Stimmen erhielt und als 7. Präsident der Malediven gewählt wurde. Er wurde am 17. November 2018 in sein Amt eingeführt. Solih ist erst der dritte demokratisch gewählte Präsident seit Mohamed Nasheeds Sieg über Maumoon Abdul Gayoom in der Wahl 2008, wodurch eine 30-jährige Amtszeit beendet wurde.

## Wahlsystem
Der Präsident der Malediven wird an und für sich durch ein Stichwahl-System (two-round system) ermittelt. Da aber nur zwei Kandidaten angetreten waren, wurde die Wahl 2018 als einfache Mehrheitswahl in einer Runde durchgeführt.

## Kandidaten
Der Amtsinhaber Präsident Abdulla Yameen trat zur Wiederwahl an. Im Februar 2018 kündigte der ehemalige Präsident Mohamed Nasheed an, dass er als Kandidat der Maldivian Democratic Party antreten wolle. Im Juni 2018 wählte die Partei jedoch Ibrahim Mohamed Solih als Kandidaten, nachdem Nasheed seine Kandidatur zurückgezogen hatte.

## Wahlkampf
Präsident Abdulla Yameen führte seinen Wahlkampf mit Themen von wirtschaftlicher Entwicklung und Islamismus mit dem Ziel, religiöse Wähler anzusprechen (courting religious vote). Er behauptete, dass die Opposition durch christliche Priester unterstützt würde. Seine Regierung war China zugeneigt. Unter anderem unterzeichnete er ein Freihandelsabkommen und erhielt dafür chinesische Unterstützung für Infrastrukturprojekte. Die Opposition bemühte sich um eine Verbesserung der Beziehungen zwischen Indien und den Malediven.
Wenige Tage vor den Wahlen versprach Yameen noch Wohnraum für alle Bürger zu schaffen sowie die Bußgelder für Verkehrsverstöße und Stromrechnungen zu verringern. Mehrere hundert Gefangene wurden ebenfalls freigelassen.

## Ablauf der Wahlen
Vor den Wahlen gab es Besorgnis, dass es zu Wahlfälschungen kommen könnte, da Yameen einen seiner Unterstützer, Ahmed Shareef, als Leiter der Wahlkommission ernannt hatte. Internationale Beobachter wurden von der Wahlbeobachtung ausgeschlossen und ausländische Medien wurden stark eingeschränkt.
Die Polizei durchsuchte die Büros der Democratic Party am Tag vor der Wahl und behauptete es gäbe eine Untersuchung zu „Kauf von Wählerstimmen“ („distributing money to buy votes“). Die Razzia wurde von der amerikanischen und britischen Regierung verurteilt. Die Europäische Union hatte schon im Vorfeld angekündigt, keine Wahlbeobachter zu entsenden, weil die Malediven schon daran scheiterten die grundlegenden Bedingungen für Wahlbeobachtung zu bieten und die USA drohten, maledivische Beamte zu sanktionieren, falls die Wahlen nicht frei und fair durchgeführt würden. Präsident Yameen hatte davor schon Beobachter davon abgehalten individuelle Wahlzettel zu prüfen und hatte 107 Mitglieder der regierenden PPM eingesetzt die Abstimmung zu betreuen und auszuzählen. Einige Wahlbeobachter wurden nicht einmal ins Land gelassen. Sie erhielten keine Visa, obwohl sie bei der Wahlkommission registriert waren. Ausländische Journalisten mussten darüber hinaus einen maledivischen Sponsor aufweisen können um Teilzunehmen und manche Beobachter beschrieben, dass ihre Visa-Anträge aus trivialen Gründen abgelehnt worden waren.
Am Wahltag wurde die Wahlzeit um drei Stunden verlängert, weil die Schlangen vor den Wahlbüros so lang waren.
Folgende Organisationen hatten registrierte Wahlbeobachter und -Zuschauer entsandt:
| Internationale Beobachter - Sri Lanka – Election Commission - Philippinen – Commission on Elections - Rumänien – Permanent Electoral Authority - – Delegation der Organisation of Islamic Cooperation - Thailand – Election Commission - Malaysia – Election Commission - Palästina – Central Elections Commission - Vereinigtes Königreich – All-party British parliamentary group - Ungarn – ungarische Delegation - ACRE – Delegation der Alliance of Conservatives and Reformists in Europe - ANFREL – Delegation des The Asian Network for Free Elections – Keine Visa | Internationale Monitors - Vereinigte Staaten – The New York Times – Keine Visa The Associated Press Strategic News International – Keine Visa - Schweiz – Swiss Radio and Television - Indien – The Economic Times – Keine Visa The Wire – Keine Visa, The Hindu – Keine Visa WION – Keine Visa - Frankreich – Le Figaro – Keine Visa AFP – Keine Visa - Japan – Yomiuri Shimbun Asahi Shimbun NHK Kyodo News | Nicht zugelassene Beobachter - Vereinigtes Königreich – The Economist - Kanada – Thomson Reuters - Indien – All India Radio Doordarshan News - Deutschland – ARD |

## Ergebnisse
| Kandidaten               | Kandidaten                                  | Parteien                      | Stimmen | %    |
| ------------------------ | ------------------------------------------- | ----------------------------- | ------- | ---- |
|                          | Ibrahim Mohamed Solih – Vize: Faisal Naseem | Maldivian Democratic Party    | 134.705 | 58,4 |
|                          | Abdulla Yameen – Vize: Mohamed Shaheem      | Progressive Party of Maldives | 96.052  | 41,6 |
| Gesamt                   | Gesamt                                      | Gesamt                        | 230.757 | 100  |
|                          |                                             |                               |         |      |
| Ungültige Stimmen        | Ungültige Stimmen                           | Ungültige Stimmen             | 3.132   | 1,3  |
| Wähler                   | Wähler                                      | Wähler                        | 233.889 | 89,2 |
| Wahlberechtigte          | Wahlberechtigte                             | Wahlberechtigte               | 262.135 |      |
|                          |                                             |                               |         |      |
| Quelle: Gazette Maldives |                                             |                               |         |      |

## Nachspiel
Nach der Verkündung der Resultate focht Yameen im Oktober die Ergebnisse beim Supreme Court an, weil er behauptete die Wahl sei manipuliert worden. Er behauptete, dass Wahlbögen behandelt worden seien, so dass Stimmen, welche für ihn abgegeben worden waren, verschwunden waren, und, dass Wählern Stifte mit verschwindender Tinte ausgehändigt worden seien. Seine Wahl-Anfechtung wurde von den Richtern einstimmig abgewiesen, da er keine Beweise erbracht hatte.

## Geopolitische Bedeutung
Die Malediven sind geo-strategisch bedeutsam aufgrund ihrer Nähe zu den „sea lines of communication“ (Hauptverkehrsrouten) im Indischen Ozean, zur Indischen Marine-Basis (Bharatiya Nausena) in den Lakshadweep-Inseln und der United-States-Navy-Basis in Diego Garcia. Einerseits wurde Abdulla Yameen von Indien als dem regionalen Rivalen China nahestehend wahrgenommen. Indien war besonders alarmiert über chinesische Projekte der Neue-Seidenstraße-Initiative (新丝绸之路, Xīn Sīchóuzhīlù) auf den Malediven und chinesische Investitionen auf den Malediven wurden von Indien und den Vereinigten Staaten als Teil von Chinas String of Pearls-Strategie angesehen. Andererseits hatte Ibrahim Mohamed Solih versöhnliche Verbundenheit zu Indien als ein Schlüsselelement seines Wahlkampfes vertreten. The Nikkei berichtete, Indiens Kabinett Modi I habe „keine Ausgaben gespart um die lokalen Oppositionsparteien zu unterstützen, indem sie den Geheimdiensten zig Millionen Dollar zur Verfügung gestellt hätten“ („spared no expense supporting local opposition parties by allotting tens of millions of dollars to intelligence agencies“).
The Financial Times erklärte den Sieg von Solih zu einem „diplomatischen Sieg“ („diplomatic win“) für Indien.
Nach der Bekanntgabe der Wahlergebnisse rief Indiens Premierminister Narendra Modi persönlich bei Ibrahim Mohamed Solih an um ihm zu seinem Sieg zu gratulieren. Solih bekräftigte seine Absicht die Verbindungen zu Indien zu verbessern und erklärte die Malediven zu „Indiens nähestem Verbündeten“ („India’s closest ally“). Die Observer Research Foundation (Indien) bemerkte, dass nach diesem Wahlergebnis „China große Aufwendungen machen wird um seine strategischen Investitionen und laufenden Projekte auf den Malediven zu schützen“ („China will mount a major effort to protect its strategic investments and ongoing projects in Maldives“) und, dass Indien „andere Werkzeuge nutzen muss um sicherzustellen, dass die Malediven keine strategischen Roten Linien überschreiten, wie zum Beispiel China zu erlauben militärische oder geheimdienstliche Einrichtungen auf einer der Inseln zu bauen.“ („use other tools to ensure that Maldives does not cross strategic red lines like allowing China to build military and security facilities on any island“).

## Reaktionen
- Volksrepublik China – Der Sprecher des Chinesischen Außenministeriums Geng Shuang gratulierte Solih und forderte ihn zu „Kontinuität und Stabilität“ auf den Malediven auf. Zudem äußerte er, dass China die Wahl des maledivischen Volkes respektiere und, dass es die traditionelle Freundschaft ausbauen wolle.[21]
- Indien – Indiens Premierminister Narendra Modi rief Ibrahim Solih an und übermittelte seine „guten Wünsche fr die Stärkung der Demokratie, Frieden und Wohlstand im Land“ („good wishes for the strengthening of democracy, peace and prosperity in the country“).[19] Indiens Außenministerium veröffentlichte eine Erklärung, in welcher er „Ibrahim Solih zu seinem Sieg“ („Ibrahim Mohamed Solih on his victory“) gratulierte. Das Ministerium ergänzte: „Diese Wahl markiert nicht nur den Triumph der demokratischen Kräfte auf den Malediven, sondern spiegelt auch den festen Willen zu den Werten von Demokratie und der Herrschaft des Rechts. In Übereinstimmung mit unserer Politik des Nachbarschaft Zuerst freuen wir uns auf eine enge Zusammenarbeit mit den Malediven in weiterer Vertiefung unserer Partnerschaft.“ („This election marks not only the triumph of democratic forces in the Maldives, but also reflects the firm commitment to the values of democracy and the rule of law. In keeping with our 'Neighbourhood First' Policy, India looks forward to working closely with the Maldives in further deepening our partnership.“)[22]
- Pakistan – Der Sprecher des Außenamts Pakistans Dr. Mohammad Faisal twitterte: „Pakistan unterstützt völlig den demokratischen Prozess auf den Malediven und möchte mit der neuen Regierung zusammenarbeiten um die Partnerschaft zwischen den beiden Ländern weiterhin zu verbessern.“ („Pakistan fully supports the democratic process in Maldives and will work with the new government to further enhance the partnership between the two countries“.)[23]
- Vereinigte Staaten – Die Sprecherin des Außenministeriums der USA, Heather Nauert, veröffentlichte eine Erklärung in der es hieß: „Die Vereinigten Staaten gratulieren Ibrahim Mohamed Solih zu seinem Sieg auf den Präsidentschaftswahlen am 23. September. Die Vereinigten Staaten belobigt das Maledivische Volk für seinen Willen zum demokratischen Prozess und zu seiner außergewöhnlich hohen Teilnahmequote in einer Wahl, welche ein neues Kapitel in der Geschichte des Landes eröffnet hat. Wir erwarten von allen Parteien, den Willen des maledivischen Volkes zu respektieren und einen friedlichen Machtübergang (peaceful transition of power) durch die Amtseinsetzung am 17. November.“ („The United States congratulates Ibrahim Mohamed Solih on his victory in Maldives’ September 23 presidential election. The United States commends the Maldivian people for their commitment to the democratic process and exceptional level of participation in an election that has ushered in a new chapter in their country’s history. We expect all parties to respect the will of the Maldivian people and support a peaceful transition of power through the November 17 inauguration.“)[24]